# Stephen Frears
Stephen Frears est un réalisateur et producteur anglais, né le 20 juin 1941 à Leicester (Midlands de l'Est). Plus ponctuellement, il est aussi scénariste et acteur.
Après avoir signé plusieurs drames sociaux anglais durant les années 1980, il s'impose en 1988 avec la comédie de mœurs en costumes Les Liaisons dangereuses. Le réalisateur confirme sa francophilie quelques années plus tard en signant Dirty Pretty Things (2002), avec l'actrice Audrey Tautou, puis en tournant en France un nouveau film en costumes, Chéri (2009), avec Michelle Pfeiffer. Mais durant les années 2000, il réalise surtout plusieurs films aux États-Unis - dont Mary Reilly (1998) et High Fidelity (2000).
À partir de la fin des années 2000, il se consacre, avec succès, à des biopics de femmes plus ou moins connues : Madame Henderson présente (2005), Tamara Drewe (2010), Philomena (2013), Florence Foster Jenkins (2015). Il signe aussi deux explorations de la monarchie britannique : le multirécompensé The Queen (2006) et Confident Royal (2017).
Par la diversité des genres qu'il aborde et ses accents audacieux voire provocateurs, Stephen Frears est aujourd'hui considéré comme l'un des plus grands cinéastes internationaux. Il a régulièrement collaboré avec plusieurs grandes stars, comme Dustin Hoffman, Meryl Streep, Julia Roberts, John Malkovich, Glenn Close, Michelle Pfeiffer, Helen Mirren, Anjelica Huston, Daniel Day-Lewis, Judi Dench, Kathy Bates, ou encore Gary Oldman.

## Biographie

### Formation et révélation comme cinéaste (années 1970-1980)

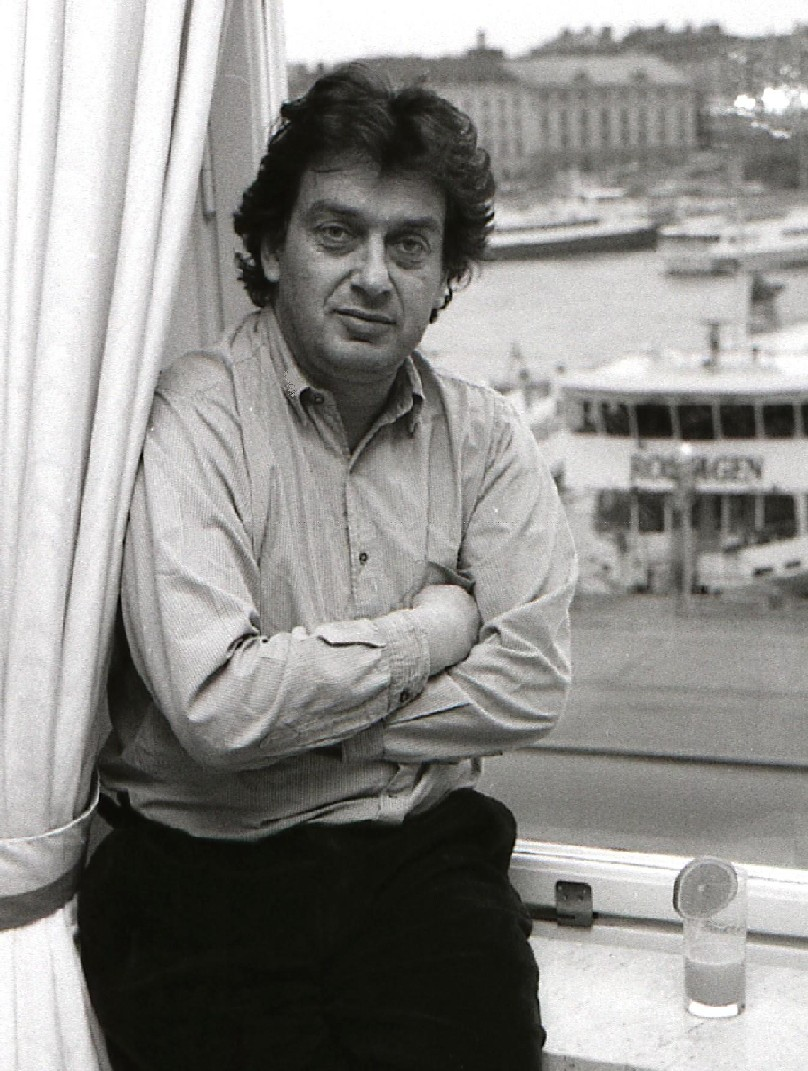
Le réalisateur en 1989, lors de la promotion des Liaisons dangereuses en Suède.

Stephen Arthur Frears naît le 20 juin 1941 à Leicester (Midlands de l'Est).
Il fait ses études à la Gresham's School et au Trinity College de l'Université de Cambridge où il suit des cours de droit avant de travailler pour le théâtre. Il commence sa carrière au cinéma comme assistant de Karel Reisz et réalise son premier film pour la BBC en 1970 : Gumshoe. Initialement prévu pour une diffusion télévisée, My Beautiful Laundrette, histoire d'amour entre un jeune paumé et un Pakistanais, sort en salles en 1985. Le film qui rend compte de la rudesse sociale dans l'Angleterre de l'ère Thatcher, le rend célèbre sur le plan international.
Frears récidive dans cette veine du film hybride entre fresque sociale et romance avec Sammy et Rosie s'envoient en l'air réalisé en 1987. Film à suspense avec le théâtre pour toile de fond, Prick Up Your Ears est récompensé à Cannes la même année. En 1988, il porte à l'écran l'adaptation par Christopher Hampton des Liaisons dangereuses de Pierre Choderlos de Laclos. Il y dirige une distribution prestigieuse : Glenn Close, John Malkovich et Michelle Pfeiffer tiennent les rôles principaux. Le film est un triomphe planétaire, couronné par 3 Oscars.

### Carrière hollywoodienne (années 1990)
Passé aux États-Unis, Frears réalise d'abord un film noir : Les Arnaqueurs avec John Cusack, Anjelica Huston et Annette Bening puis une comédie satirique sur l'héroïsme et la célébrité interprétée par Dustin Hoffman, Andy García et Geena Davis : Héros malgré lui.
De retour au Royaume-Uni, il met en scène deux films sociaux mêlant humour et gravité : The Snapper et The Van, puis retourne à Hollywood pour filmer plusieurs films indépendants : le film d'horreur Mary Reilly avec Julia Roberts qui joue une bonne fascinée par la double identité de son maître, le docteur Jekyll ; puis le drame The Hi-Lo Country (1998), rendant hommage au western américain, avec Woody Harrelson et Billy Crudup ; enfin la comédie dramatique High Fidelity (2000), portée par John Cusack.
Le 9 avril 2000, il réalise la prouesse de diriger le téléfilm Point Limite en direct sur la chaîne américaine CBS. Il tourne aussi le drame historique Liam pour la télévision britannique.
La décennie suivante, il tourne surtout en Europe.

### Retour en Europe et consécration (années 2000)

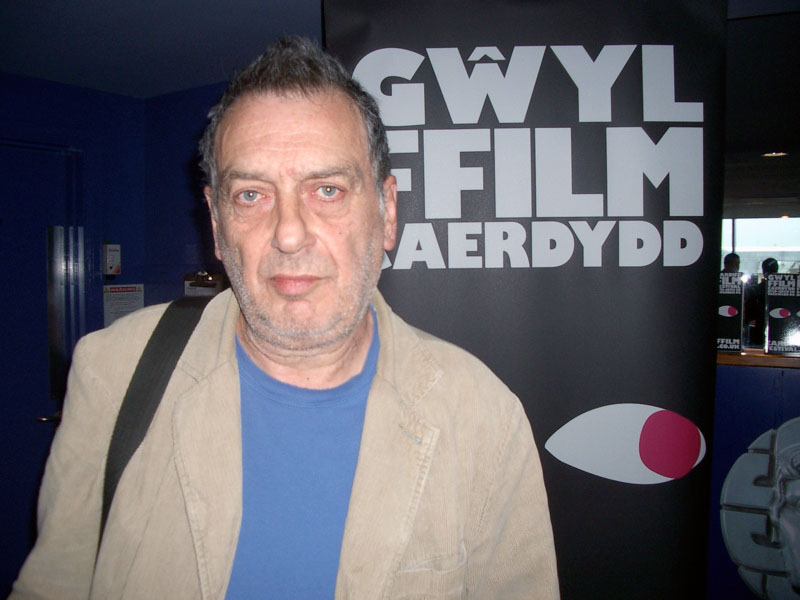
Le cinéaste au en 2006, l'année de sortie de The Queen.

En 2003, il dévoile Dirty Pretty Things, un thriller social avec la désormais star internationale, l'actrice française Audrey Tautou. Puis il réalise le biopic Madame Henderson présente, avec Judi Dench et Bob Hoskins dans les rôles principaux. Il y brosse le portrait d'une veuve fortunée décidant, à la fin des années 1930, de mener une revue de spectacles dévêtus.
Mais surtout, il met en scène Helen Mirren dans le biopic The Queen, primé à Venise et aux Oscars. La comédienne y tient le rôle de la reine Élisabeth II, fragilisée par le décès de son ex-belle fille Lady Diana. À la suite de ce succès de l'année 2006, le réalisateur fait une pause avant de revenir trois ans plus tard avec un long-métrage renouant avec la comédie de mœurs et le film en costumes avec Chéri, histoire d'amour à la Belle Époque entre une prostituée d'âge mûr et un jeune mondain. Le réalisateur a tourné en France pour cette adaptation de l’œuvre éponyme de Colette.
Il conclut cette décennie avec une autre adaptation et un autre portrait de femme : Tamara Drewe est une transposition du roman graphique de Posy Simmonds avec Gemma Arterton dans le rôle-titre.

### Biopics (années 2010)

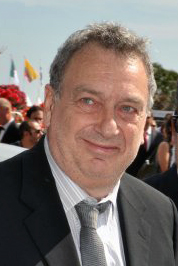
Le cinéaste au festival de Cannes 2010, pour la présentation de Tamara Drewe.

Le réalisateur retourne à Hollywood pour signer la comédie policière Lady Vegas : Les Mémoires d'une joueuse, pour laquelle il dirige Catherine Zeta-Jones et Bruce Willis. Les critiques sont cependant très mauvaises. Le cinéaste rebondit déjà en Angleterre l'année suivante avec la comédie dramatique Philomena, une histoire vraie portée par l'actrice Judi Dench, associée à Steve Coogan, qui produit aussi le long-métrage. Quatre nominations aux Oscars saluent le film.
Le cinéaste s'attelle à une autre histoire vraie, en explorant les dessous du dopage dans le cyclisme en transposant l'affaire Lance Armstrong avec la co-production internationale The Program. Les rôles principaux sont confiés à Ben Foster et Chris O'Dowd. Le film passe cependant inaperçu. Il rebondit avec un autre biopic, Florence Foster Jenkins, qui lui permet de mettre en scène un duo d'acteurs inattendu, Meryl Streep et Hugh Grant. Ce long-métrage racontant la vie de la riche héritière du même nom dotée d'une passion pour l'art lyrique mais chantant terriblement faux, est acclamée par la critique.
Le réalisateur retrouve Judi Dench en 2017, pour une nouvelle exploration de la monarchie britannique, Confident Royal. Le long-métrage, une romance entre deux personnes que la société oppose, permet au cinéaste de renouer avec un récit comparable à celui de My Beautiful Laundrette. 
Après une longue absence, il revient à la mise en scène avec The Lost King prévue en 2022. Cette comédie dramatique met en scène Sally Hawkins dans le rôle de Philippa Langley, une historienne amateure qui s'est lancé à la découverte du corps de Richard III.

### Vie privée
Il a épousé Anne Rothenstein en 1992. Il avait eu, d'un précédent mariage, deux enfants : le réalisateur Will Frears et une fille.
Il fut président du jury au 60e Festival de Cannes, qui s'est tenu du 16 au 27 mai 2007. Le 18 mars 2009, il est fait commandeur des arts et des lettres.

## Filmographie

### Réalisateur

#### Cinéma
- 1968 : The Burning
- 1971 : Gumshoe
- 1979 : Bloody Kids
- 1984 : The Hit
- 1985 : My Beautiful Laundrette
- 1987 : Prick Up Your Ears

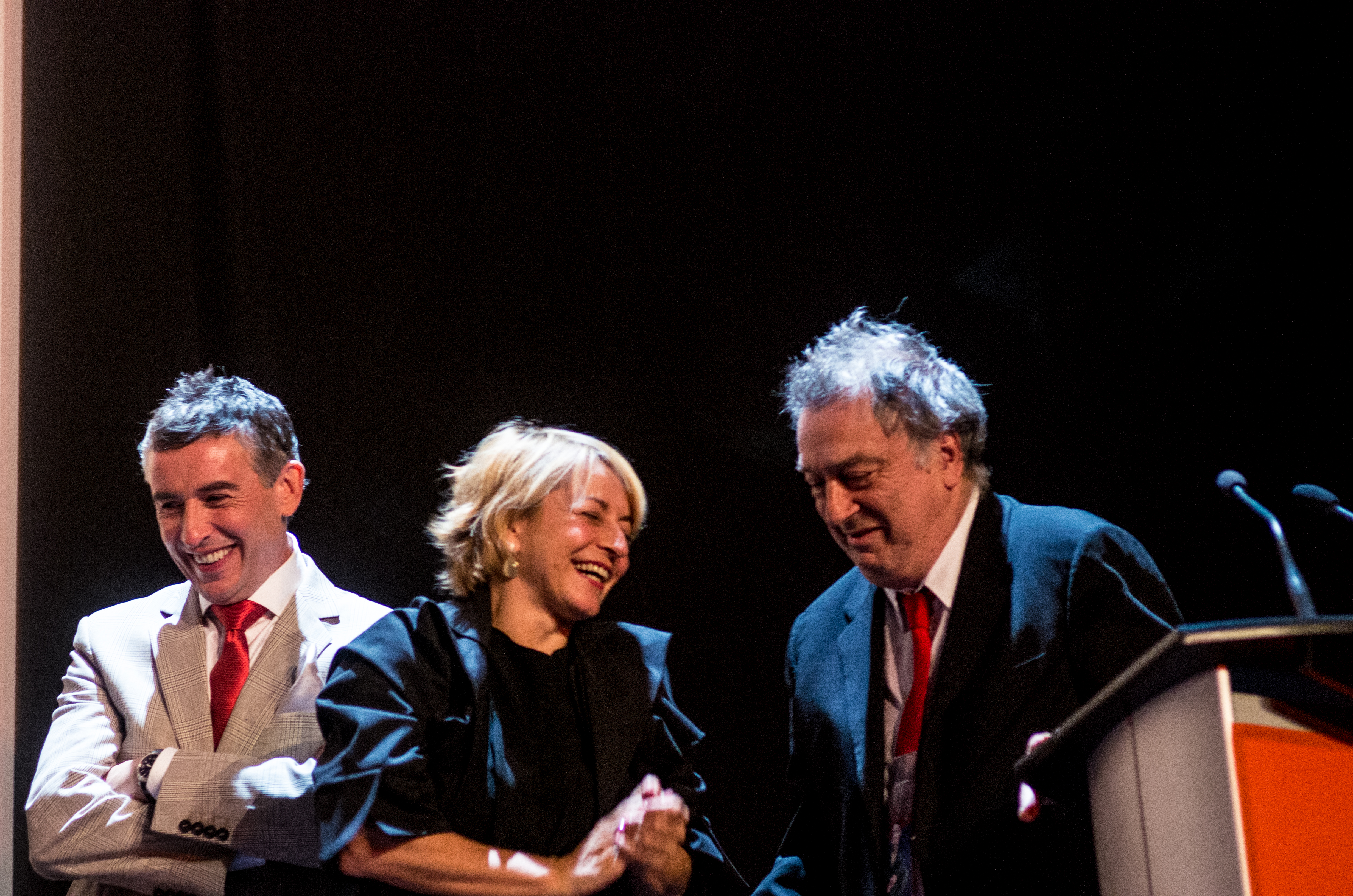
Stephen Frears (à droite) au Festival de Toronto en 2013 pour la présentation de Philomena.

- 1987 : Sammy et Rosie s'envoient en l'air (Sammy and Rosie Get Laid)
- 1988 : Les Liaisons dangereuses (Dangerous Liaisons)
- 1990 : Les Arnaqueurs (The Grifters)
- 1992 : Héros malgré lui (Accidental Hero)
- 1993 : The Snapper
- 1996 : Mary Reilly
- 1996 : The Van
- 1998 : The Hi-Lo Country
- 2000 : High Fidelity
- 2000 : Liam
- 2002 : Dirty Pretty Things
- 2005 : Madame Henderson présente (Mrs. Henderson Presents)
- 2006 : The Queen
- 2009 : Chéri
- 2010 : Tamara Drewe
- 2012 : Lady Vegas : Les Mémoires d'une joueuse (Lay the Favorite)
- 2013 : Philomena
- 2015 : The Program
- 2016 : Florence Foster Jenkins
- 2017 : Confident Royal (Victoria & Abdul)
- 2022 : The Lost King
- en projet : Billy Wilder and Me

#### Télévision
- 1968 : Tom Grattan's War (série)
- 1969 : Parkin's Patch (série)
- 1971 : Follyfoot (série)
- 1972 : A Day Out
- 1975 : Daft As a Brush
- 1975 : Sunset Across the Bay
- 1975 : Three Men in a Boat
- 1976 : Last Summer
- 1976 : Early Struggles
- 1976 : Play Things
- 1977 : Able's Will
- 1978 : A Visit from Miss Protheroe
- 1978 : Me! I'm Afraid of Virginia Woolf
- 1978 : Doris and Doreen
- 1979 : Afternoon Off
- 1979 : One Fine Day
- 1979 : Long Distance Information
- 1981 : Going Gently
- 1982 : Walter
- 1982 : The Comic Strip Presents... (série)
- 1983 : Walter and June
- 1983 : Saigon: Year of the Cat
- 1984 : December Flower
- 1997 : A Personal History of British Cinema by Stephen Frears
- 2000 : Point limite (Fail Safe)
- 2003 : Le Deal (The Deal)
- 2013 : Muhammad Ali's Greatest Fight
- 2018 : A Very English Scandal (mini-série)
- 2019 : The Loudest Voice (série)
- 2019-2022 : State of the Union (mini-série)
- 2020 : Quiz (mini-série)
- 2024 : The Regime (mini-série)

### Producteur
- 1997 : Beyond Fear
- 1979 : All Day on the Sands
- 1979 : One Fine Day
- 1979 ; Afternoon Off
- 1979 : The Old Crowd
- 1978 : Doris and Doreen
- 1978 : Me! I'm Afraid of Virginia Woolf
- 1976 : Last Summer

### Acteur
- 2004 : Rainbow Soup
- 1980 : Long Shot

### Scénariste
- 2025 : Billy Wilder & Me

## Distinctions

### Récompenses
- 1987 : Prix de la meilleure contribution artistique au Festival de Cannes pour Prick Up Your Ears
- 1989 : César du meilleur film étranger pour Les Liaisons dangereuses
- 1999 : Ours d'argent du meilleur réalisateur au 49e Festival de Berlin pour The Hi-Lo Country
- 2006 : Empire Inspiration Award au Sony Ericsson Empire Awards
- Prix du cinéma européen 2011 : European Award d'honneur - Lifetime Achievement
- Festival du film de Londres 2014 : BFI Fellowships

### Nominations
- 1990 : Oscar du meilleur réalisateur pour Les Arnaqueurs
- 2006 : Oscar du meilleur réalisateur pour The Queen

## Engagement
Stephen Frears est le parrain de l'association internationale de scénaristes DreamAgo, depuis 2005[réf. nécessaire].